# Groupe républicain nationaliste

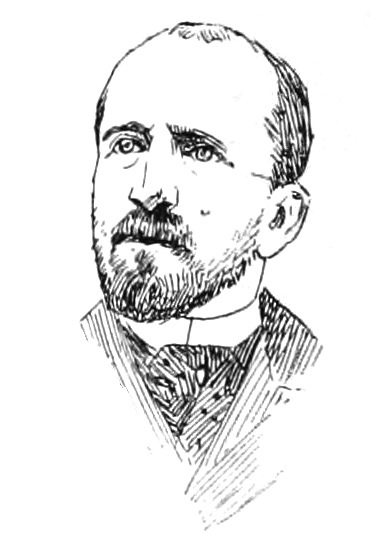
Albert Gauthier de Clagny, vice-président du groupe de 1902 à 1904 puis président en 1904.

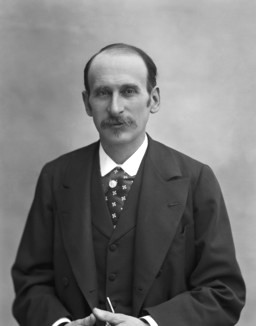
Godefroy Cavaignac, président du groupe de 1902 à 1904 puis à nouveau en 1905.

Le groupe républicain nationaliste est un groupe parlementaire à la Chambre des députés de la Troisième République française. Expression parlementaire d'un informel parti nationaliste, il est l'un des trois principaux groupes d'opposition de droite antidreyfusarde entre 1902 et 1906.

## Histoire
Les élections législatives de 1902, marquées par les répercussions de l'affaire Dreyfus et par les polémiques suscitées par la loi de 1901 sur les associations, voient la victoire du Bloc des gauches, dominé par les radicaux.
Face au programme anticlérical de ces derniers, une quarantaine de députés antidreyfusards forme, en octobre 1902, le groupe républicain nationaliste. Présidé par l'ancien ministre Cavaignac (issu du radicalisme mais connu pour son hostilité à la révision du procès de Dreyfus), il reprend le nom d'un groupe d'élus du conseil municipal de Paris présidé par Henri Galli et constitué deux ans plus tôt, en juin 1900, dans les bureaux du journal Le Drapeau. Le nouveau groupe s'inscrit dans l'héritage des formations parlementaires nationalistes des législatures précédentes, le groupe nationaliste de 1895 et le groupe de la Défense nationale de 1898.
Les républicains nationalistes se distinguent des républicains progressistes (fraction de l'ancienne majorité « opportuniste » passée dans l'opposition) par leur virulence et leurs liens avec les mouvements et ligues de droite ou d'extrême droite issues du nationalisme boulangiste (Ligue des patriotes) et de l'antisémitisme. Le groupe compte ainsi une dizaine d'anciens membres du groupe antijuif de 1898. L'influence de la Ligue de la patrie française de Jules Lemaître est également importante, à tel point que des déclarations plébiscitaires de ce dernier, pourtant non élu, ont failli entraîner le départ de quelques membres du groupe opposés à ces tendances césaristes.
Opposés à l'influence de la franc-maçonnerie, les nationalistes attaquent la politique gouvernementale lors de l'affaire des fiches en 1904. Au début de la même année, ils protestent contre l'expulsion de l'abbé Delsor.
Les groupes parlementaires d'opposition étant ouverts, de nombreux membres du groupe sont également inscrits à celui de l'Action libérale (ALP), fondé par les catholiques ralliés à la république et proche des nationalistes par son opposition aux mesures dirigées contre l’Église. Attachés aux valeurs et aux structures sociales traditionnelles, les nationalistes sont favorables au syndicalisme jaune de Pierre Biétry.
Uni dans la lutte contre le combisme, le groupe est plus partagé à l'égard du second gouvernement Rouvier et laisse finalement ses 54 adhérents voter pour ou contre la loi de séparation des Églises et de l'État en 1905.
Afin de préparer les élections législatives de 1906, les nationalistes forment, dès décembre 1904, un comité de neuf membres (7 députés ainsi que les conseillers municipaux Dausset et Galli). En février 1906, il publie un manifeste prônant un pouvoir exécutif fort, la « défense des libertés » (religieuses), le refus de nouveaux impôts, la lutte « contre la propagande antinationale » et « contre le collectivisme », ainsi que des mesures sociales (repos hebdomadaire, retraites).
Les élections de 1906 s'étant soldées par une nouvelle poussée des partis de gauche, gouvernementaux ou socialistes, les nationalistes reviennent en plus faible nombre (avec douze sièges en moins) à la Chambre, où ils ne se distingueront plus des autres groupes d'opposition (et notamment de celui de l'ALP) pendant la législature 1906-1910.

## Membres
Les noms en italique désignent les parlementaires également inscrits au groupe de l'ALP en 1904.
- Edmond Archdeacon[11]
- Jean Argeliès[5]
- Pierre-Marc Arnal[5]
- Jules Auffray[12] (secrétaire)[13]
- Roger-Ballu[14]
- Paul Beauregard[5]
- Georges de Beauregard[5]
- Albert de Benoist[5]
- Georges Berry[5]
- Amédée Bienaimé[9]
- Guy de Salvaing de Boissieu[5]
- Jules Brice[5]
- Louis Cachet[12] (secrétaire)[13]
- Boni de Castellane[5]
- Godefroy Cavaignac
(président de 1902 à 1904 puis en 1905)[1],[15]
- Fabien Cesbron[16]
- Daniel Cloutier (questeur)[1]
- Albert Congy[11] (vice-président)[13]
- Jules Corrard des Essarts[5]
- Louis Darblay[8]
- Paulin Daudé[5]
- Paul Delarbre[14]
- Théodore Denis[5]
- Jules-Albert de Dion[5]
- Maurice Dutreil[5]
- Christian d'Elva[5]
- Fernand Engerand[11] (secrétaire-adjoint)[17]
- Régis de L'Estourbeillon[5]
- Auguste Failliot[5]
- Firmin Faure[12]
- Henry Ferrette[18]
- Ernest Flandin[5]
- Maurice Flayelle[12]
- Émile Flourens[3]
- Ernest Fouché[5]
- Albert Gauthier de Clagny (vice-président)[1]
(président en 1904)[13]
- Ludovic Gervaize[5]
- Charles Ginoux-Defermon[5]
- Georges Grosjean[3]
- Jean Guilloteaux[5]
- Jean Guyot de Villeneuve[5] (vice-président)[15]
- Ariste Hémard[5]
- Armand Jacquey (vice-président)[13]
- Jules Jaluzot[5]
- Ernest Lamy[5]
- Joseph Lasies[13]
- René Le Hérissé[19]
- Edmond Lepelletier[1]
- Paul Lerolle[6]
- Guillaume Limon[16]
- Fery de Ludre[3]
- Joseph Massabuau[5]
- Lucien Millevoye[8]
- Georges Millin de Grandmaison[5]
- Louis Félix Ollivier[5]
- Charles-Ernest Paulmier[5]
- Odon de Pins[5]
- Paul Pugliesi-Conti[11]
- Ernest Roche[11]
- Louis-Marie Rolland du Roscoat[5]
- Léonce Rousset (vice-président)[1]
- Pierre Rudelle[12] (vice-président)[15]
- Ambroise de Saint-Pol[5]
- Maurice Spronck[12]
- Gabriel Syveton (secrétaire-trésorier)[1]
- Georges Thiébaud[12]
- Henri Tournade[11] (secrétaire)[15]